# John Nicholson (chemik)
John Stuart Nicholson (ur. 30 maja 1925, zm. 4 marca 1983) – brytyjski chemik organik oraz pracownik przedsiębiorstwa Boots Pure Drug Company.

## Życiorys
Po ukończeniu szkoły Manchester Grammar School, rozpoczął naukę w Brasenose College w Oksfordzie w 1943 roku. Otrzymywał tam coroczne stypendium College Exhibition wynoszące £25. Gdy ukończył studia licencjackie, poszedł na studia doktorskie w Oksfordzie, które skończył w 1950 roku. Później podjął się pracy chemika badawczego w firmie Boots w Nottingham, gdzie pracował nad niesteroidowymi lekami przeciwbólowymi do leczenia zapalenia stawów. We współpracy z Stewartem Adamsem próbował stworzyć lek, który byłby bezpieczniejszy i miał mniej skutków ubocznych niż stosowana w tamtych czasach aspiryna. W tym celu przetestował ponad 200 związków pochodzących z salicylanów, gdyż uważał iż przeciwzapalne właściwości aspiryny były kluczowe w leczeniu reumatoidalnego zapalenia stawów. Próby te nakierowały go na pochodne kwasów propionowych, dzięki czemu udało mu się zsyntetyzować ibuprofen, który wraz z Adamsem opatentował w 1961 roku (opatentował on również pięć innych swoich odkryć). Po przejściu prób klinicznych w Edynburgu w 1966 roku, nowy lek trafił trzy lata później do aptek. Niedługo po sukcesie na rynku brytyjskim, doktor Nicholson zmarł 4 marca 1983 roku. Został później pośmiertnie uhonorowany przez Royal Society of Chemistry niebieską tablicą, która zawisła w 2013 roku na Landmarks of Chemistry.